# 魔戰王：貝奧武夫
是一部2007年英國與美國合作的3D電腦動畫奇幻冒險電影，由羅拔·湛米基斯執導，尼爾·蓋曼和羅傑·艾佛瑞編劇，改編同名古英語史詩《貝奧武夫》。湛米基斯繼《極地特快車》後再度採用动作捕捉演出，演員包含雷·溫斯頓、安東尼·鶴健士、羅冰·活麗、布蘭頓·葛利森、尊·麥高維治、基斯賓·高化、艾莉森·拉曼和安祖蓮娜·祖莉。
本片於2007年11月16日在英國和美國上映，得到褒貶不一的評價。本片也在商業上並不成功，1.5億美元預算只獲得1.964億美元票房。

## 劇情大綱
西元507年，丹麦的赫羅斯加國王正在夜晚大肆慶祝時，遠方的怪獸格蘭德爾不堪宴會的噪音，於是到宴會上肆虐，殺了很多人。不久後，傳奇戰士貝武夫帶著14名手下遠道前來，要殺死格倫德爾以得名聲和榮耀。赫羅斯加與皇后薇芍因為沒有子嗣而關係冷淡，薇芍充滿魅力，貝武夫一眼就迷上了她。在夜晚，格倫戴爾被貝武夫安排的宴會引來，貝武夫全裸與它肉搏，最後格倫戴爾斷了一隻手，狼狽逃走。然而格倫戴爾其實是赫羅斯加與女妖生下的孩子，格倫戴爾傷重死去後，女妖誓言報復。
貝武夫成為該國英雄，薇芍也對他青眼相看。但女妖運用法術屠殺貝武夫的手下，只剩副手韋格勞夫存活。貝武夫帶著寶劍和赫羅斯加給的寶物——黃金龍角杯，出發去與女妖對峙。女妖的真實身分是水魔，她化身成金色的裸女出現在貝武夫面前誘惑他，提議讓他獲得王的地位。貝武夫回程後聲稱自己殺了女妖，但那並非事實，他犯了和赫羅斯加一樣的錯誤，如今詛咒轉移到他的身上。赫羅斯加承諾貝武夫將是王位繼承人後，在宴會進行時默默地墜樓自殺。貝武夫加冕成王，薇芍成為他的皇后。
50年後，貝武夫的王國強盛無比，但他因為詛咒的關係而沒有子嗣，還和年輕女侍厄蘇拉有婚外情。大臣昂佛將貝武夫先前丟失的黃金龍角杯找回，然而黃金龍角杯是女妖與貝武夫約定的信物，一旦重回貝武夫手中即視同毀約。女妖與貝武夫生下的孩子擁有變身能力，它以龍的型態向城堡展開攻擊。貝武夫與韋格勞夫啟程，嘗試與女妖談和但遭到拒絕，被迫趕回城堡與龍正面對決。貝武夫爬到龍的身上，在龍即將朝薇芍與厄蘇拉噴火時，從龍的弱點徒手破壞心臟。
龍當場死亡，貝武夫也從高處墜落。貝武夫在死前向韋格勞夫坦承與女妖的關係，但韋格勞夫寧願讓貝武夫以英雄的身分死去。之後韋格勞夫繼任為王，眾人為貝武夫舉辦挪威式葬禮。女妖出現在遠處的水面，韋格勞夫克服了走向她的誘惑，神情複雜地看著她。電影到此結束。

## 演員
- 雷·溫斯頓 飾 貝武夫（英语：Beowulf (hero)）：艾齊索（英语：Ecgþeow）之子，來自耶阿特（英语：Geats）的知名戰士。
- 基斯賓·高化 飾 格蘭德爾
- 安祖蓮娜·祖莉 飾 格蘭戴爾的母親（英语：Grendel's mother）
- 安東尼·鶴健士 飾 赫羅斯加國王（英语：Hrothgar）
- 尊·麥高維治 飾 昂佛（英语：Unferð）（Unferth）：赫羅斯加的大臣。
- 布蘭頓·葛利森 飾 韋格勞夫（英语：Wiglaf）：貝武夫的忠心副手。
- 羅冰·活麗 飾 薇芍皇后（英语：Wealhtheow）（Wealthow）
- 艾莉森·拉曼（英语：Alison Lohman） 飾 厄蘇拉（Ursula）
- 科斯塔斯·曼迪勒 飾 杭修（Hondshew）：貝武夫的手下之一。
- 賽巴斯汀·洛克（英语：Sebastian Roché） 飾 Wulfgar
- 格雷格·艾利斯（英语：Greg Ellis (actor)） 飾 Garmund（英语：Wermund）
- Tyler Steelman 飾 康恩（Cain）：昂佛的奴僕，有肢體上的障礙而常被打罵。
  - 多明尼克·凱汀（英语：Dominic Keating） 飾 成年的康恩
- Rik Young 飾 Eofor（英语：Eofor）
- 夏洛蒂·索爾特（英语：Charlotte Salt） 飾 Estrith
- Leslie Harter Zemeckis 飾 Yrsa（英语：Yrsa）：杭修搭訕的丹麥女子。
- Fredrik Hiller 飾 弗利然的芬恩（英语：Finn (Frisian)）：年輕戰士，與年老的貝武夫在戰場上遭遇。

## 外部連結
- 官方网站
- 互联网电影数据库（IMDb）上《Beowulf》的资料（英文）
- AllMovie上《Beowulf》的资料（英文）
- Box Office Mojo上《Beowulf》的資料（英文）
- 爛番茄上《Beowulf》的資料（英文）
- Metacritic上《Beowulf》的資料（英文）
- Beowulf Production Notes
- Nick Haydock, "Making Sacrifices: Beowulf and Film," The Year's Work in Medievalism 27 (2012).
- Paul Arendt. . The Guardian. 20 November 2007  [2018-11-23]. （原始内容存档于2008-04-20）.